# Paul Kane (calciatore)
Paul James Kane (Edimburgo, 20 giugno 1965) è un ex calciatore scozzese, di ruolo centrocampista.

## Carriera

### Club
Kane cominciò la carriera con lo Hibernian nel 1982. In otto stagioni a Easter Road, collezionò 247 apparizioni in campionato e segnò 33 reti. Nel 1991 si accordò con l'Oldham Athletic, andando ad accumulare 21 presenze in squadra.
Il passo successivo della sua carriera lo vide accordarsi con l'Aberdeen. In 118 partite disputate, trovò per 11 volte la via del gol. Si trasferì poi in prestito al Barnsley. Firmò poi per i norvegesi del Viking, per cui debuttò nella Tippeligaen il 5 giugno 1996, quando fu titolare nella sconfitta per 3-1 in casa del Kongsvinger. Il 4 agosto segnò la prima rete, nella vittoria per 3-0 sul Brann.
Nel 1997 tornò in Scozia, per militare nelle file del St. Johnstone, dove giocò fino al compimento dei 36 anni. Giocò poi per il Clyde, club in cui chiuse la carriera nel 2003.